# Swartzia rediviva
Swartzia rediviva là một loài rau đậu thuộc họ Fabaceae.
Loài này chỉ có ở Suriname.